# Soziale Trägheit
In der Psychologie und Soziologie bezeichnet soziale Trägheit den Widerstand gegen Veränderung in Gesellschaften oder sozialen Gruppen sowie die Ausdauer von stabilen Beziehungen. Soziale Trägheit bezeichnet das Gegenteil von sozialem Wandel.

## Übersicht
Die Idee der sozialen Trägheit lässt sich auf den französischen Soziologen Pierre Bourdieu zurückführen. Nach Bourdieu besetzt jede Person eine Position in einem sozialen Raum, der aus ihrer sozialen Schicht sowie aus den sozialen Beziehungen und sozialen Netzwerken besteht. Durch das Engagement des Individuums im sozialen Raum entwickelt es eine Reihe von Verhaltensweisen, Lebensarten und Gewohnheiten (die Bourdieu als Habitus bezeichnet), die oft dazu dienen den Status quo aufrechtzuerhalten. Dadurch sind Menschen ermutigt „die soziale Welt zu akzeptieren wie sie ist, sie lieber für selbstverständlich zu halten, als dagegen zu rebellieren und sie mit ihren gegensätzlichen, sogar antagonistischen Möglichkeiten zu vergleichen.“ Dies kann die Kontinuität der sozialen Ordnung über die Zeit erklären.
Soziologen haben untersucht, wie das wirtschaftliche und kulturelle Erbe über Generationen weitergegeben wird, was zu starker sozialer Trägheit, selbst während Zeiten sozialen Fortschritts, führen kann. Im Besonderen fand Bourdieu in seinen Algerien-Studien, dass selbst in Zeiten von schnellem, wirtschaftlichem Wandel kulturelle und symbolische Faktoren die Flexibilität der Gesellschaft, sich rasch an den Wandel anzupassen, einschränkten.
Deshalb wurde soziale Trägheit benutzt, um zu erklären, wie dominante soziale Schichten ihren Status und ihr Privileg über die Zeit aufrechterhalten. Momentan ist dies ein heiß diskutiertes Thema in den Vereinigten Staaten. Während Präsident Barack Obama Amerikas Bekenntnis zur Chancengleichheit in seiner zweiten Antrittsrede beteuerte, glaubt Nobelpreisträger Joseph E. Stiglitz es sei ein Mythos, dass die moderne Gesellschaft Chancengleichheit und hohe soziale Mobilität durch Mechanismen wie Schulbildung bietet.

## Beispiele

### In der Ehrenkultur
Ein Beispiel sozialer Trägheit in der Kultur der Vereinigten Staaten ist die „Ehrenkultur“ (“culture of honor”), die in Teilen des Südens und des Westens existiert. In der Ehrenkultur wird Gewalt als akzeptabler Weg gesehen, um auf Kränkungen oder Gefahren des Selbst, der Familie, des Besitzes oder der Reputation einer Person zu antworten. Manche Psychologen und Historiker glauben, dass die Ehrenkultur als eine Art Zwangsordnung an der Grenze entstanden sei, als der Süden und der Westen erstmals besiedelt wurden und unzureichende Strafverfolgung und eine niedrige soziale Ordnung vorherrschten. Dieser Hypothese zufolge sollte Hüten (eine einsame Aktivität) stärker mit der Ehrenkultur verbunden sein als mit der Landwirtschaft (eine zusammenwirkende Aktivität). Dennoch haben manche Wissenschaftler keine Stützung dafür gefunden. Als Forscher die Beziehung zwischen landwirtschaftlichen Praktiken im ländlichen Süden und der weißen männlichen Mordrate in diesen Regionen untersuchten, fanden sie keine höheren Mordraten in hügeligen und trockenen Landkreisen, die aufgrund dessen besser geeignet waren für das Hüten im Vergleich zur Landwirtschaft. Sie schlossen daraus, dass die Mordraten nicht die Hypothese Hüten vs. Landwirtschaft der Ehrenkultur stützten. Deswegen wurden Religion und Armut als alternative Erklärungen für den Ursprung der Ehrenkultur vorgeschlagen.

### In der schöpferischen Arbeit
In einem Artikel aus 2013 des Journal of Sociology wendete der Soziologe Scott Brook die Theorie der sozialen Trägheit auf das Feld der schöpferischen Arbeit an. Im Speziellen war Brook damit befasst, warum so viele Studenten dabeibleiben, Abschlüsse im kreativen Bereich (Kunst, kreatives Schreiben) anzustreben, selbst wenn die Mehrheit der Arbeitskräfte der Meinung ist, dass viele Studenten nach dem Abschluss keine Anstellung in diesem Bereich fänden. Selbst wenn sie in der Lage seien, eine Anstellung zu finden, verdienten sie weniger als Kollegen mit nicht-kreativen Studienabschlüssen. Scott nutzte Bourdieus Auffassung der sozialen Trägheit um anzuregen, dass Studenten, die es zu der nicht-kommerziellen Natur des kreativen Bereich zog, aus Familien mit niedrigem sozioökonomischen Status und „Eltern mit gescheiterten Karrieren kamen. Die Studenten traten in die Fußstapfen der Eltern, indem sie Studiengänge wählten die wenig wahrscheinlich zu Karrieren mit hohem Einkommen führen, somit führt dies zu sozialer Trägheit der Einkünfte über Generationen“.

### In Kollaborationen
Soziale Trägheit wurde benutzt, um die Zusammenarbeit und Interaktionen zwischen Menschen zu untersuchen. Im Speziellen wurde soziale Trägheit als Maß für die fortbestehende Zusammenarbeit mit vorherigen Partnern und Mitgliedern eines Teams definiert. Eine Analyse von großformatigen, komplexen Netzwerken wie der Internet Movie Database zeigte, dass zwei Arten von „extremen“ Kollaborations-Verhaltensmustern öfter auftraten als durchschnittliches Verhalten – manche Menschen arbeiten wieder und wieder mit denselben Partnern zusammen, während andere ihre Partner häufig wechseln.

### In Einstellungen und Einstellungsänderungen
Psychologische Studien über Einstellungen und Einstellungsänderung fanden heraus, dass Teilnehmer selbst dann unwillig sind, ihr Vertrauen in eine Annahme zu verringern, wenn sie neue Informationen erhalten, die gegen ihre ursprüngliche Annahme sprechen. Forscher postulierten, dass dieser „Trägheitseffekt“ auf den psychologischen Bekenntnissen der Teilnehmer zu ihren anfänglichen Urteilen basiert.

### In romantischen Beziehungen
Einige psychologische Studien zeigten, dass voreheliches Zusammenleben mit einem gesteigerten Scheidungsrisiko assoziiert ist, was als Kohabitationseffekt definiert wurde. Forscher glauben, dass das Zusammenleben die Trägheit der Beziehung erhöht – das heißt, die Wahrscheinlichkeit ob ein Paar zusammenbleibt oder sich trennt. Trägheit bei zusammenlebenden Paaren tritt deswegen auf, weil das Zusammenleben der Beziehung gewisse Bedingungen auferlegt (geteilte Miete etc.), was die Beendigung der Beziehung erschwert. Deshalb wird ein zusammenlebendes Paar die Beziehung weiter aufrechterhalten, auch wenn es nicht zusammenpasst. Weil das Zusammenleben ein nicht eindeutiges Bekenntnis im Vergleich zur Ehe repräsentiert, erhöht es wahrscheinlich nicht die Hingabe des jeweiligen Partners. Die Partner „rutschen“ eher in die Ehe aufgrund des Zusammenlebens, anstatt eine klare Entscheidung, sich zueinander zu bekennen, zu treffen, was zu Problemen in der zukünftigen Ehe führt.
Dennoch ist die Forschung, ob höhere Scheidungsraten auf den Kohabitationseffekt zurückzuführen sind, uneinheitlich. Zum Beispiel haben Forscher gefunden, dass die Beziehung zwischen Zusammenleben und Scheidung auch von anderen Faktoren, wie der Zeitpunkt der Hochzeit (z. B. Ehen die nach 1996 geschlossen wurden, zeigten keinen Kohabitationseffekt), Rasse/ethnische Zugehörigkeit und den Heiratsplänen während des Zusammenziehens abhängt. Andere Studien haben gezeigt, dass das, was Kohabitations-Effekt genannt wird, sich auch gänzlich zu anderen Faktoren zuordnen lässt.

### Im Tierverhalten
Der Begriff soziale Trägheit wurde von A.M. Guhl 1968 benutzt, um Dominanz-Hierarchien in Tiergruppen zu beschreiben. Studien über Tierverhalten fanden, dass Gruppen von Tieren soziale Ordnungen oder soziale Hierarchien gründen können, die relativ fix und stabil sind. Zum Beispiel gründen Hühner eine soziale Ordnung in der Gruppe, die auf einer Hackordnung basiert. Auch wenn manche der Hühner mit einem Androgen behandelt wurden, um ihre Aggressivität zu steigern, unterdrückte die entwickelte soziale Ordnung die Entfaltung des aggressiven Verhaltens, sodass die soziale Ordnung aufrechterhalten blieb.
Derselbe Effekt wurde sowohl bei anderen Vogelarten als auch bei Invertebraten wie soziale Wespen und dem Totengräber-Käfer N.orbicollis gefunden. Forscher haben die Theorie, dass dieser Mangel an Veränderung in sozialen Hierarchien, selbst unter dem Einfluss von Aggressionshormonen, auf Effekten von Vertrautheit basiert – Tiere lernen ihren Platz in der sozialen Hierarchie einer Gruppe innerhalb der ersten wenigen Begegnungen mit anderen Gruppenmitgliedern. Dies verursacht, dass niedriger gestellte Tiere, die mit Aggressionshormonen behandelt wurden, sich aggressiv gegenüber Tieren aus anderen Gruppen verhalten, jedoch nicht gegenüber dominanten Mitgliedern aus der eigenen Gruppe.

## Verwandte Konzepte
Der Psychologe Michael Zarate hat den Begriff „kulturelle Trägheit“ kreiert, um auf Reaktionen zu sozialem Wandel, wie zum Beispiel die, die durch Immigration verursacht werden, einzugehen. Kulturelle Trägheit ist definiert als Wunsch, kulturellen Wandel zu vermeiden und auch als Wunsch den Wandel zu stoppen, wenn er schon eingetreten ist. Innerhalb des Rahmens der kulturellen Trägheit ist die dominante Gruppe stabil und widersteht kulturellem Wandel, während untergeordnete Gruppen kulturelle Veränderungen wünschen, die ihre kulturellen Traditionen einbeziehen, sodass sie sich nicht in die dominante Kultur integrieren müssen. Im Zusammenhang mit den Vereinigten Staaten und Immigration schlägt das System vor, dass Mitglieder der weißen Mehrheit dem kulturellen Wandel, der von Immigration stammt, standhalten, während Immigranten-Gruppen versuchen, Veränderung in der amerikanischen Kultur in Gang zu setzen.
Kulturelle Trägheit steht in Beziehung zu sozialpsychologischen Theorien wie dem instrumentalen Modell des Gruppenkonflikts, kultureller Anpassung und der System Justification Theory. Sie trägt zu Vorurteilen über Gruppen, aufgrund der Angst von Gruppen vor kulturellem Wandel, bei.